# Zabłocie (województwo lubuskie)
Zabłocie – wieś w Polsce położona w województwie lubuskim, w powiecie żarskim, w gminie Jasień.
W latach 1945–1954 siedziba gminy Zabłocie. W latach 1975–1998 miejscowość należała administracyjnie do województwa zielonogórskiego.

W miejscowości znajduje się jednostka Ochotniczej Straży Pożarnej.

## Zabytki
- Leśniczówka z początku XIX wieku – obiekt wpisany do rejestru zabytków nieruchomych województwa lubuskiego[5].